# Jälmaren
Jälmaren är en sjö i Norrköpings kommun i Östergötland och ingår i Kilaån-Motala ströms kustområde.